# Wallhecken-Routen
Die Wallhecken-Routen sind zwei Radrundwege von 44/42 Kilometern Länge im nordöstlichen Teil des Ammerlandes in Niedersachsen.
Diese Landschaft wurde durch die Saale-Eiszeit geprägt. Bis heute sind Spuren dieser prähistorischen Entstehungsgeschichte erhalten.
Wallhecken dagegen sind Zeugnisse menschlicher Bewirtschaftung. Es sind Erd- oder Steinwälle, die mit Sträuchern bewachsen sind. Sie dienten früher zur Einhegung von Acker- und Weideflächen oder als Grenzmarkierungen und boten Schutz gegen Bodenerosion durch Wind. Damit ist über die Jahrhunderte eine ganz charakteristische, kleinräumig strukturierte Kulturlandschaft mit eigener Flora und Fauna entstanden: Wesenscharakter der Ammerländer Parklandschaft. Die Wallhecken garantieren den Charakter dieser Landschaft, da der Anteil der Waldflächen bei nur 10 % liegt. Sie sorgen für ein eigenes Mikroklima und stehen bereits seit 1935 unter Naturschutz.
Der Raum um Nuttel und Wemkendorf weist ein für das Ammerland auffallend dichtes, gut erhaltenes Wallheckennetz auf.
Route a (44 km), die nördliche, führt durch eine besonders ausgeprägte Wallheckenlandschaft des Ammerlandes.
Route b (42 km), die südliche, berührt gleich zwei Landschaftsfenster: Zum einen „Wallhecken“ in Wiefelstede sowie das zum Thema Geestrand in der Gemeinde Rastede, was inmitten von Wallhecken steht. Man erfährt hier den Geestrandabfall, der bis zu 19 Metern Höhenunterschied auf zwei Kilometer Entfernung zwischen der höchsten Erhebung und den Tieflandmooren in der Wesermarsch beträgt.